# La primavera della mia vita (album)
La primavera della mia vita è il primo album colonna sonora del gruppo musicale italiano Colapesce Dimartino, pubblicato il 24 febbraio 2023 dalla CAM.

## Descrizione
L'album contiene i brani tratti dalla colonna sonora del film omonimo, nel quale Colapesce e Dimartino figurano come protagonisti.
Gli artisti hanno creato le musiche originali insieme a Giordano Colombo, Enrico Gabrielli, Federico Nardelli, Giulia Emma Russo, Davide Rossi, Marco Giudici, Adele Altro e Madame; basandosi sulle opere di Franco Micalizzi, Ennio Morricone, Riz Ortolani, Fabio Frizzi e Piero Umiliani.

## Tracce

### Edizione digitale
Testi e musiche di Lorenzo Urciullo, Antonio Di Martino, Giordano Colombo, Enrico Gabrielli, Federico Nardelli, Giulia Emma Russo, Davide Rossi, Marco Giudici, Adele Altro e Madame.
1. L'albero cosmico – 1:12
2. Le mandorle non crescono d'inverno – 3:56
3. Stanco stanco stanco – 3:21
4. Il coro degli albini (Prologo) – 1:00
5. Il matrimonio di Napoleone - From "Venere Imperiale" – 1:41
6. Monobonificario – 1:38
7. Equilibrio cosmico lombare – 0:24
8. Il borbottio dei giorni (Clarino) – 1:04
9. Il ricatto gentile (Professore) – 1:15
10. Semeniti – 1:20
11. Nel saloon - From "El desperado" (feat. Gianni Ferrio) – 2:04
12. Speedy Pizzo – 0:46
13. Suore sommozzatrici – 0:46
14. Cavalcata - From "L'ira di Dio" (feat. Michele Lacerenza) – 2:10
15. Cucchillo fugge – From "Corri, uomo, corri" (feat. Bruno Nicolai) – 1:01
16. Anda, muchacho, spara! (seq.20) - From "Anda, muchacho, spara!" (feat. Bruno Nicolai) – 2:39
17. La primavera della mia vita (feat. Madame) – 2:49
18. La spiaggia – 3:33
19. Come on and Twist - From "Peccati d'estate" (feat. Lelio Luttazzi, I 4 Caravels) – 2:22
20. I love you mbare – 2:28
21. Il cuore è un malfattore – 3:35
22. Il cuore è un malfattore (Coda) – 2:16
23. La sfida - From "Corri, uomo, corri" (feat. Bruno Nicolai) – 1:10
24. Il borbottio dei giorni (Voci) – 0:59
25. Le mandorle non crescono d'inverno (Etna) – 1:17
26. La spiaggia sul cratere centrale – 1:07
27. Il ricatto gentile (Siliconista) – 1:36
28. Sofia – 0:40
29. Il voro degli albini (Epilogo) – 0:57
30. Te ne vai senza di me all'orizzonte – 1:57

### Edizione CD e vinile
Testi e musiche di Antonio Di Martino e Lorenzo Urciullo eccetto "La Primavera della mia vita" di Antonio Di Martino, Lorenzo Urciullo e Francesca Calearo.
1. Il coro degli albini (Prologo) – 1:00
2. Stanco stanco stanco – 3:21
3. Il borbottio dei giorni (Clarino) – 1:04
4. Il cuore è un malfattore – 3:35
5. Il cuore è un malfattore (Coda) – 2:17
6. Le mandorle non crescono d'inverno – 3:57
7. Monobonificario – 1:39
8. I love you mbare – 2:28
9. L'albero cosmico – 1:12
10. Sofia – 0:40
11. Il ricatto gentile (Siliconista) – 1:36
12. Speedy pizzo – 0:47
13. Il borbottio dei giorni (Voci) – 0:59
14. La spiaggia – 3:34
15. La spiaggia sul cratere centrale – 1:07
16. La primavera della mia vita (feat. Madame) – 2:50
17. Semeniti – 1:20
18. Le mandorle non crescono d'inverno (Etna) – 1:18
19. Suore sommozzatrici – 0:46
20. Equilibrio cosmico lombare – 0:25
21. Il ricatto gentile (Professore) – 1:15
22. Te ne vai senza di me all'orizzonte – 1:48
23. Il voro degli albini (Epilogo) – 0:57
24. Splash – 3:29